# Фрачник

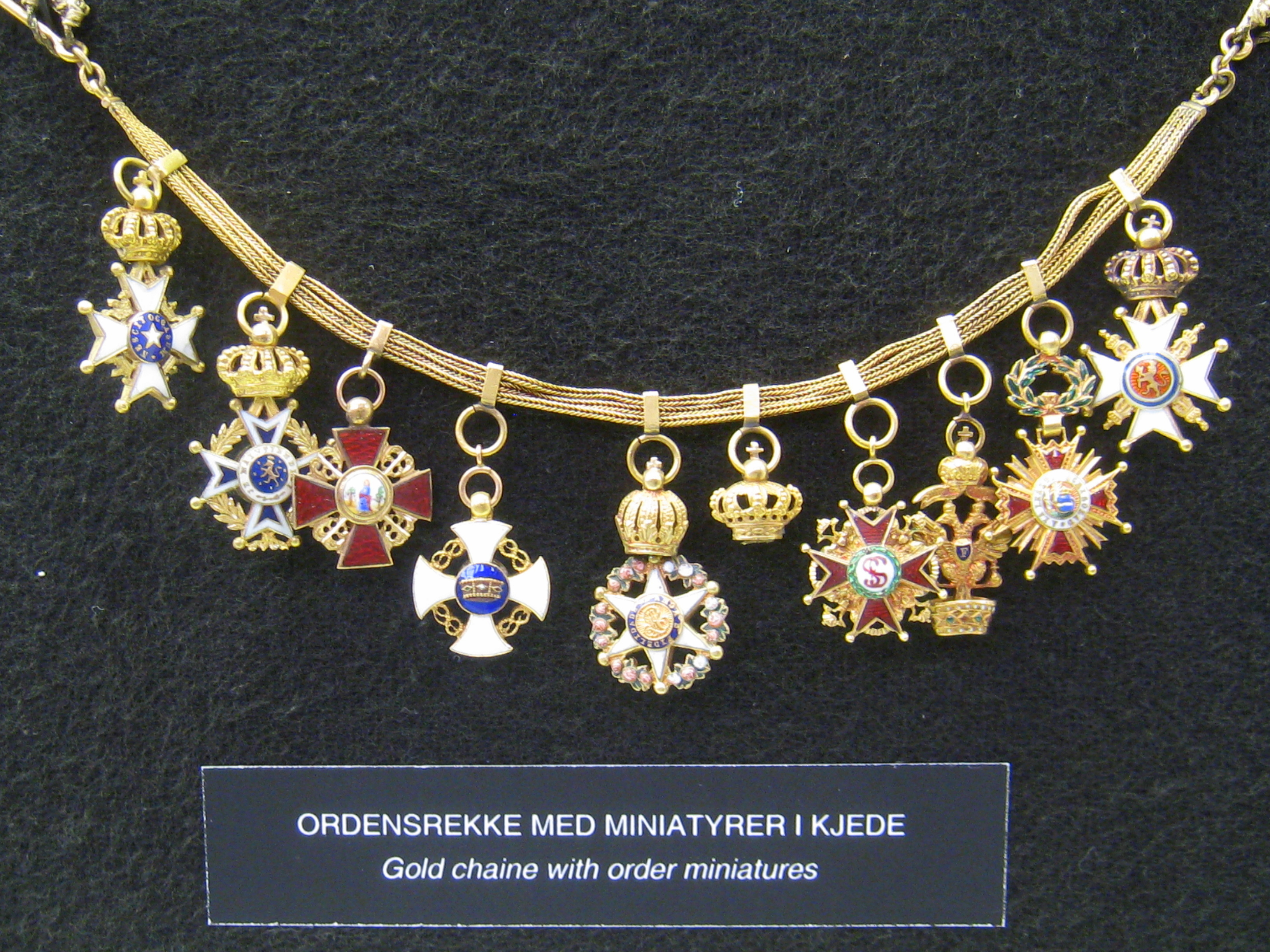
Золотий ланцюжок з мініатюрними нагородами

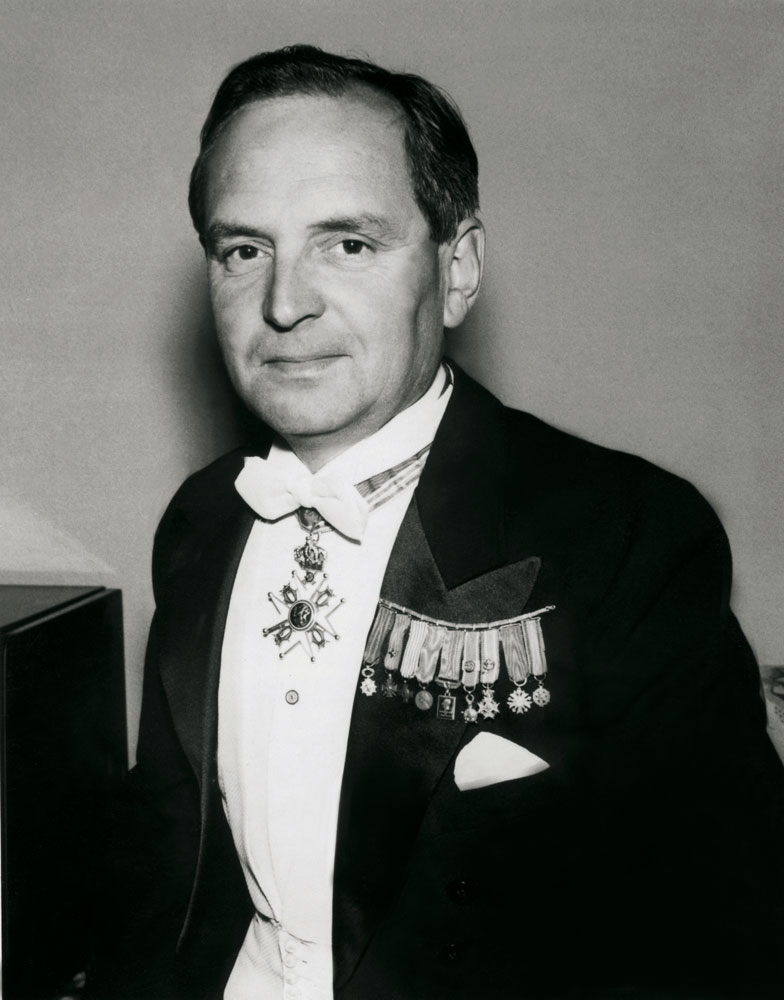
Claude Béguin-Billecocq з фрачником

Фрачник або Фрачний знак — зменшені варіанти (мініатюрні копії) нагород та нагрудних знаків, зазвичай військових. Спеціально виготовлялися для носіння на цивільному одязі замість офіційних нагород.

## Історія, зовнішній вигляд

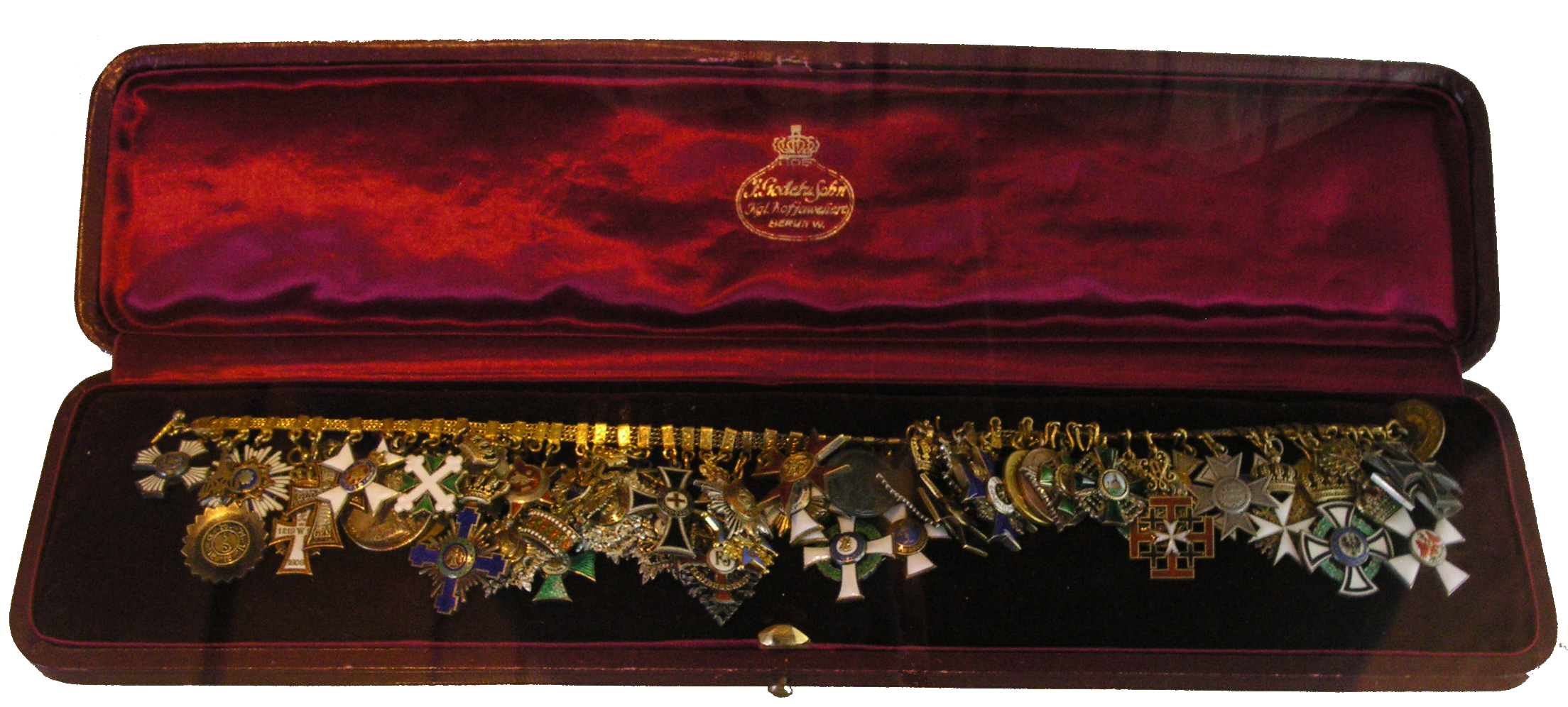
Фрачник з нагородами Густава Круппа.

Своєю назвою фрачники зобов'язані фракам. Спочатку фрачні мініатюри було заведено надягати на бали, куди з'являлися у фраках. Однак на практиці фрачник можна було надіти на будь-який одяг строгого крою та носити у ситуаціях, коли звичайний орден був би недоречний.
Більшість фрачників відповідали державним нагородам, проте, були й знаки, виготовлені як зменшені копії знаків про закінчення навчальних закладів або курсів, а також в пам'ять про важливі дати.
Ці мініатюри не мали власного статусу, відповідно до статуту нагороди, проте були популярними серед власників офіційної нагороди. Замовлялися фрачники своїм коштом у приватних майстрів та носилися відповідно до власного уявлення про доречність і доцільність.
Створення зменшених варіантів нагород вимагало від ювелірів не меншої майстерності, ніж виготовлення самих нагород. При виготовленні фрачника допускалися деякі відхилення від виду офіційної нагороди, отже, фрачники схожих відзнак, могли стати майже нерозрізненими, тому головні відмінні ознаки, якими б дрібними вони не були, повинні бути відтворені з особливою ретельністю.
Зазвичай фрачники нагород кріпили на ліву сторону, де було заведено носити і офіційні ордени і медалі, а фрачники нагрудних знаків — на праву або також на ліву (Німеччина).